# Nova Geração de Televisão
Nova Geração de Televisão (conhecida como Rede NGT ou NGT) é uma rede de televisão aberta brasileira. Foi inaugurada em 8 de outubro de 2003 pelo empresário Manoel Antônio Bernardes Costa através da aquisição de concessões de TV educativa em Osasco, cidade do estado de São Paulo, em nome da Fundação de Fátima, e no Rio de Janeiro, capital do estado homônimo, em nome da Fundação Veneza, que se tornaram matrizes da rede.

## História
No início da década de 2000, o empresário Manoel Antônio Bernardi Costa adquire as concessões dos canais 48 UHF da cidade de Osasco, no estado de São Paulo, em nome da Fundação de Fátima, e 26 UHF do Rio de Janeiro, capital do estado homônimo, em nome da Fundação Veneza, ambas, de caráter educativo, pertencentes até então à UniTV, e que se tornariam matrizes da Nova Geração de Televisão. A empresa fabricante de antenas Mectrônica, de propriedade de Manoel, ficou responsável por bancar os custos da futura rede. Em 24 de abril de 2003, a sede da emissora, localizada no bairro Butantã, na capital paulista, que recebeu o nome Espaço 48, foi aberta para visitação do público. Sua estrutura foi montada por cerca de cem designers e decoradores coordenados por Regina Fronterotta e Ricardo Rangel, sendo este último, também, diretor geral da NGT.
Com transmissão a partir de São Paulo pela Torre Cásper Líbero, localizada no Edifício Gazeta, na Avenida Paulista, que também retransmitia o sinal da TV Gazeta, a rede entrou no ar em 8 de outubro de 2003, exibindo oito horas de programação terceirizada em caráter experimental. Os documentários que compunham sua grade eram produzidos pelo canal educativo STV e pelos canais de TV paga argentinos Infinito e FashionTV, pertencentes à programadora Claxson, a qual a NGT firmou uma parceria.
Entre 2010 e 2011, o canal fechou uma parceria com a E+ Entretenimento para exibir séries e filmes em sua grade. Entre 2011 e 2013, a NGT firmou uma parceria com a TV Diário de Fortaleza para a retransmissão de algumas atrações da emissora cearense na grade nacional da rede. Em 25 de maio de 2015, a produtora independente Medialand licenciou seu conteúdo para exibição na rede.
Em 14 de junho de 2017, parte da programação diária da NGT é arrendada à TV Plenitude, emissora da Igreja Apostólica Plenitude do Trono de Deus. O arrendamento foi encerrado em 17 de abril de 2018. Em 2019, após a emissora de São Paulo desativar seu departamento de jornalismo, passando a produzir apenas um programa, a rede alugou todas as suas faixas horárias. Durante os meses de novembro, dezembro de 2020 e janeiro de 2021, o canal passou a exibir apenas reprises em loop das atrações restantes. Além da falta de produções para preencher toda a faixa horária, a emissora ainda exibia propagandas antigas do Governo Lula, chegando também a passar quase 24 horas por dia sem exibir programa algum, ficando em tela preta. Há também uma suposta informação de venda do canal, com um valor estimado em R$150 milhões.
Após retornar ao ar, mesmo que de forma parcial, ainda em 2021, a WebTV Rede STA passou a retransmitir grande parte da programação da NGT São Paulo, incorporando-a à maior parte de sua grade televisiva.
No dia 11 de novembro de 2022, o Canal NGT ganha a sua nova afiliada em Belém, NBT (Norte Brasil Televisão) que é de propriedade do apresentador e político Jefferson Lima.
Em 8 de janeiro de 2024, foi mencionado que o apresentador Ratinho considerou a possibilidade de adquirir a Rede NGT. Entretanto, optou-se por não dar continuidade à negociação devido ao valor solicitado por Manoel Bernardi Costa, proprietário da emissora, que foi descrito como considerável. Ele requisitou a quantia de R$ 250 milhões pela NGT, o que levou Ratinho a recusar prontamente a proposta, considerando-a excessivamente alta.